# Spökhus

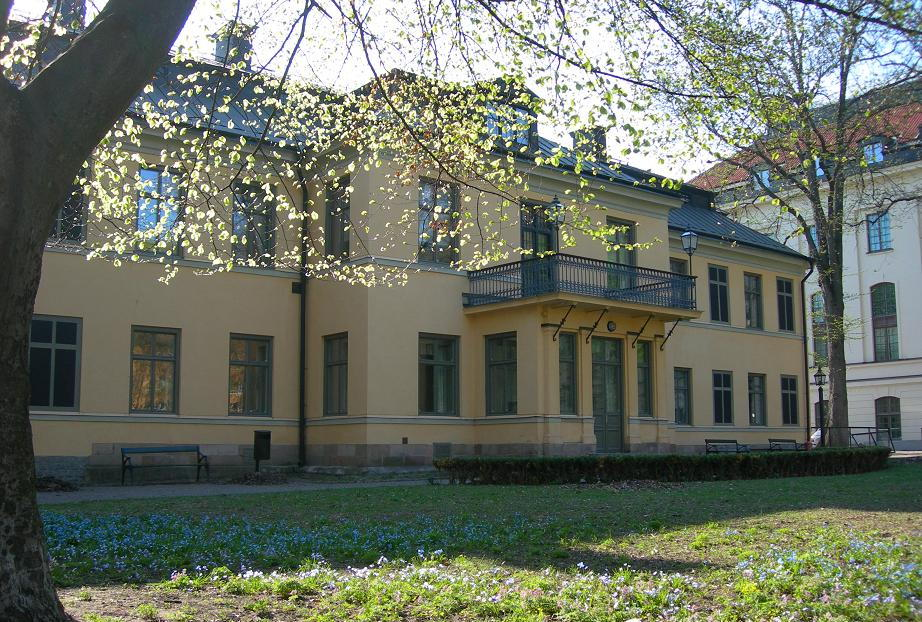
Schefflerska palatset (Spökhuset) på Drottninggatan i Stockholm

Spökhus är en byggnad som sägs vara hemsökt av spökeri. Det kan vara husets tidigare innehavare som påstås finnas kvar som gengångare. Ofta är det personer som mördats eller på annat sätt dramatiskt omkommit som påstås spöka i byggnaden eftersom de inte har fått frid. Spökhistorier skapas och återberättas i många fall av husens egna ägare i avsikt att få publicitet och locka turister. 
Spökhus förekommer både som historiska byggnader och som fiktiva påhitt i film och tv. Spökhus kan också vara konstruerade attraktioner på nöjesfält och temaparker, till exempel Spökhotellet Gasten på Liseberg.

## Byggnader i Sverige där det påstås spöka
- Spökslottet på Drottninggatan i Stockholm.
- Prästgården och vandrarhemmet i Borgvattnet.
- Torpa stenhus med "den gråa frun", "den inmurade flickan" och "Torpas vita hästar".
- Von Echstedtska gården i Säffle, Värmland. Spöket är en piga som råkade döda sin älskade och sörjer att de aldrig gifte sig.[1]
- Österbybruks herrgård[2]
- Ängsö slott på Ängsön i Mälaren[3]
- Ekenäs slott i Östergötland
- Brunnsmiljön i Medevi, Östergötland
- Frammegården, Skillingmark i Värmland.